# Сетово
Се́тово (рос. Сетово) — село у складі Цілинного округу Курганської області, Росія.
Населення — 312 осіб (2010, 538 у 2002).
Національний склад станом на 2002 рік:
- росіяни — 92 %